# Света Богородица (Токио)
„Непорочно зачатие на света Богородица“ (на японски: 東京カテドラル聖マリア大聖堂) е римокатолически храм, проектиран от японския архитект Кензо Танге.
Сградата е разположена в район Бункио на японската столица Токио. Има статут на катедрала, като седалище на Токийската католическа епархия.

## Описание
Преди построяването на катедралата на същия терен е имало друг храм, построен през 1899 година от дърво в неоготически стил. Старата сграда е опожарена по време на Втората световна война, затова епархията организира конкурс за построяване на нова катедрала, който е спечелен през 1961 година от Кензо Танге. Новата постройка е завършена през 1964 година. При изграждането ѝ, като асистенти на Танге са участвали германският архитект Вилхелм Шломбс, архитектът от Цюрих Макс Лечнер и конструкторът Йошикацу Цубой.
В планово отношение, сградата има форма на кръст от който се издигат фасадите във форма на хиперболичен параболид, като четирите върхове на кръста остават отворени по височина, оформяйки по този начин на тавана символичен кръст от естествена светлина.
Към така полученото сложно основно тяло са прибавени строго ортогоналните паралилепипеди на спомагателните обеми сред които е баптистерият. Камбанарията с височина 60 метра е издигната на разстояние от сградата. Екстериорните повърхности на фасадата са облицовани с неръждаема стомана, която придава специално сияние на храма. 

## Галерия
|  |  | интериор |
|  |  | -------- |
|  |  |          |